# Syria na Mistrzostwach Świata w Lekkoatletyce 2022
Syria na Mistrzostwach Świata w Lekkoatletyce 2022 – reprezentacja Syrii podczas mistrzostw świata w Eugene liczyła jednego zawodnika.

## Skład reprezentacji

### Mężczyźni
| Zawodnik             | Konkurencja | Kwalifikacje | Kwalifikacje | Finał | Finał   | Źródło |
| Zawodnik             | Konkurencja | Wynik        | Pozycja      | Wynik | Pozycja | Źródło |
| -------------------- | ----------- | ------------ | ------------ | ----- | ------- | ------ |
| Majed El Dein Ghazal | skok wzwyż  | DNS          | DNS          | NQ    | NQ      | [ 1 ]  |